# 8 (téléfilm)
Pour plus de détails, voir Fiche technique et Distribution.
8 est un téléfilm comique américain réalisé par Rob Reiner et sorti en 2012. Il s'agit de l'adaptation de la pièce 8 de Dustin Lance Black.

## Fiche technique
- Titre original : 8
- Réalisation : Rob Reiner
- Scénario : Dustin Lance Black
- Photographie :
- Montage :
- Musique :
- Costumes :
- Décors :
- Casting : Jane Jenkins et Joe Machota
- Producteur : 
  - Producteur délégué : Bruce Cohen
  - Coproducteur : Melissa Gibbs, Jessica Leventhal et Justin Mikita
- Sociétés de production : American Foundation for Equal Rights et Broadway Impact
- Sociétés de distribution : YouTube
- Pays d'origine :  États-Unis
- Langue originale : anglais
- Format : couleur
- Genre : Comédie
- Durée :
- Dates de sortie : 
  - États-Unis : 3 mars 2012

## Distribution
- Kevin Bacon : Charles Cooper
- Dustin Lance Black, Sandra B. Stier, Paul T. Katami, Ted Olson et David Boies : eux-mêmes
- Matt Bomer : Jeff Zarrillo
- Campbell Brown : le journaliste
- George Clooney : David Boies
- Chris Colfer : Ryan Kendall
- Jamie Lee Curtis : Sandy Stier
- Jesse Tyler Ferguson : Dr Ilan Meyer
- Vanessa Garcia : Clerk
- Cleve Jones : Evan Wolfson
- Christine Lahti : Kris Perry
- Jane Lynch : Maggie Gallagher
- Matthew Morrison : Paul Katami
- Rory O'Malley : Dr Gregory Herek
- Jansen Panettiere : Elliott Perry
- James Pickens Jr. : Dr Gary Segura
- Brad Pitt : Juge en chef Vaughn R. Walker
- John C. Reilly : David Blankenhorn
- Martin Sheen : Theodore B. Olson
- Yeardley Smith : Dr Nancy Cott
- George Takei : Dr William Tam
- Bridger Zadina : Spencer Perry